# B-Fab
Briana Brandy (Canton, 22 de novembro de 1990) é uma musicista, lutadora profissional e manager americana. Ela trabalha atualmente para a WWE, onde se apresenta na marca SmackDown sob o nome de ringue B-Fab, além de atuar como manager da equipe The Street Profits.

## Início de vida
Brandy é natural de Canton, Ohio. Durante o ensino médio, ela jogou basquete e competiu em natação.

## Carreira na luta livre profissional

### WWE (2019–2021; 2022–presente)
Durante o verão de 2017, Brandy participou de um teste da WWE que contou com nomes como Cody Deaner e Mike Taverna. Em 28 de agosto de 2019, foi relatado que a WWE havia assinado Brandy com um contrato de desenvolvimento.

#### NXT, Hit Row e plantel principal (2019–2021)
Em 5 de dezembro de 2019, Brandy fez sua estreia em um evento ao vivo, onde formou dupla com Taynara em uma vitória contra Catalina Garcia e Rita Reis em uma luta de duplas. No ano seguinte, em 28 de fevereiro de 2020, ela lutou sua primeira luta individual em um evento ao vivo da NXT contra Kayden Carter. Em 6 e 7 de março de 2020, Brandy participou de seus últimos eventos ao vivo, apenas uma semana antes do reconhecimento da pandemia de COVID-19 nos Estados Unidos, que restringiu efetivamente todos os negócios esportivos de realizar eventos com público. Ela lutou apenas oito vezes entre os anos de 2019 e 2020. No episódio de 14 de setembro do NXT, Briana Brandy conquistou sua única vitória em lutas individuais ao derrotar Katrina Cortez. Sob seu novo nome, B-Fab, ela apareceu no episódio de 11 de maio de 2021 do NXT ao lado do recém-formado grupo Hit Row. No episódio de 28 de setembro do NXT, sua última luta foi em um combate sem desqualificações contra Elektra Lopez, mas ela não teve sucesso. B-Fab fez sua estreia no plantel principal da WWE no SmackDown após ser transferida junto com o Hit Row durante o Draft da WWE de 2021. Em 8 de novembro de 2021, ela foi liberada de seu contrato junto com o Hit Row devido a cortes no orçamento. Antes de sua demissão, B-Fab e Ashante "Thee" Adonis foram managers de Isaiah "Swerve" Scott e Top Dolla em uma luta no SmackDown.

#### Retorno à WWE (2022–presente)
No episódio de 12 de agosto de 2022 do SmackDown, o Hit Row, sem Scott, fez seu retorno não anunciado como faces, onde Top Dolla e Adonis (acompanhados por B-Fab) venceram dois competidores locais. B-Fab fez sua estreia no ringue do plantel principal no Royal Rumble, entrando no Royal Rumble feminino como a sétima participante no dia 28 de janeiro de 2023. Ela foi eliminada em 36 segundos pela eventual vencedora, Rhea Ripley. O Hit Row foi silenciosamente desfeito com a demissão de Top Dolla em setembro de 2023 e com Adonis sendo anunciado como parte de uma nova dupla com Cedric Alexander em fevereiro de 2024.
No episódio de 2 de fevereiro de 2024 do SmackDown, B-Fab se juntou a Bobby Lashley e The Street Profits como The Pride e derrotou Scarlett, do The Final Testament. Na Noite 2 da WrestleMania XL em 7 de abril, B-Fab ajudou The Pride a vencer The Final Testament em uma luta Philadelphia Street Fight. Em 16 de agosto, o perfil de Lashley na página de elenco da WWE foi movido para a seção de ex-empregados (alumni), encerrando seu vínculo com a WWE e com The Pride. Como resultado, The Pride foi silenciosamente desfeito. B-Fab continuou sendo manager do The Street Profits, sem menções ao The Pride como grupo. No episódio de 15 de novembro do SmackDown, B-Fab competiu contra Bayley e Candice LeRae (campeã feminina Speed) em uma luta triple threat na primeira rodada do torneio para coroar a primeira campeã feminina dos Estados Unidos da WWE. Ela não teve sucesso, sofrendo o pin de Bayley.

### Circuito independente (2022)
Após sua demissão da WWE, Brandy e o restante do Hit Row começaram a se apresentar no circuito independente sob o nome de equipe The HitMakerZ.

## Carreira musical
Brandy tem envolvimento com a música, incluindo turnês com os artistas de rap Soulja Boy e Jadakiss, além de colaborações com Juicy J, Ying Yang Twins, Too $hort, Young Dro e Kurupt.
Briana Brandy (como B-Fab) lançou várias músicas desde 2013 que estão disponíveis no ITunes Apple Music.
Em 6 de março de 2023, o grupo Hit Row foi parcialmente reunido novamente quando o rapper Monteasy lançou o videoclipe da música Price Went Up, com a participação de A.J. Francis (conhecido como FRAN¢/Top Dolla), Rich Latta, Stephon Strickland (Swerve The Realest/Isaiah "Swerve" Scott) e Briana Brandy (B-Fab).
Em 21 de julho de 2023, Brandy, ao lado de A.J. Francis (Top Dolla) e Tehuti Miles (Ashante "Thee" Adonis), como parte do grupo Hit Row, lançaram um single freestyle chamado Barbie Barz.

## Estilo e persona no wrestling profissional
Seu histórico atlético inclui experiência como treinadora de boxe. Brandy também treinou Ninjutsu e esteve envolvida no Cross Fitness.

## Outras mídias
Junto com os membros do Hit Row Ashante "Thee" Adonis e Top Dolla, Brandy como B-Fab (no papel de manager não jogável) fez sua estreia nos videogames no WWE 2K23 como uma personagem DLC no pacote Steiner Row Pack.